# Monumento a Bartolomé Herrera
El monumento a Bartolomé Herrera es un conjunto escultórico ubicado en la ciudad de Lima, la capital del Perú. Está dedicado al polìtico Bartolomé Herrera y fue elaborado por el escultor Gregorio Domingo Gutiérrez. Fue inaugurado el 24 de agosto de 1922 en el parque Universitario y se declaró Patrimonio Cultural de la Nación en 2018.

## Descripción
La escultura es un monumento conmemorativo al presbítero Bartolomé Herrera Vélez y su legado dejado en el Perú. Se encuentra elaborado a base de granito, mármol y bronce, con una altura aproximada de 2.47 metros. La composición presenta una base, un pedestal y la escultura sedente del destacado sanmarquino.
Sobre las dos plataformas de la base se eleva el pedestal del monumento de material de mármol, compuesto por columnas adosadas en cada lado. Las orientaciones este y oeste del pedestal tienen en la parte central una cartela que es flanqueada por una pilastra a cada lado, una a cada lado. 
En la parte superior del pedestal se encuentra la escultura en bulto redondo realizada en bronce que representa a Bartolomé Herrera sentado sobre una silla ricamente trabajada, levanta el brazo derecho para dirigirse al espectador, mientras que con el brazo izquierdo se apoya sobre la silla. Está representado con una vestimenta litúrgica, con una medalla y con una actitud es serena.

## Historia

### Concepción y fabricación de la escultura
El origen de la realización de una escultura en homenaje a Bartolomé Herrera tuvo sus antecedentes en 1917 con el pedido que hicieron los estudiantes de la casona de San Marcos. Pero sería hasta 1919, debido al proceso de modernización y las celebraciones en el marco del centenario de la independencia del Perú, que se ejecutaría la obra. Esto fue durante el segundo gobierno constitucional de Augusto B. Leguía.
La tarea de diseñar y realizar dicha obra monumental en un principio fue encomendada al artista español Manuel Piqueras Cotolí, pero debido al tiempo disponible para la entrega de la obra, se designó la realización de la escultura al escultor Gregorio Domingo Gutiérrez, discípulo de Mariano Benlliure; y fue fundida en la Escuela de Arte y Oficios de Lima.

## Ubicación
El monumento a Bartolomé Herrera se encuentra dentro del parque Universitario, ubicado en el centro histórico de Lima, delimitado por la Av. Abancay, Av. Nicolás de Piérola, Jr. Azángaro, Jr. Inambari y el Centro Cultural de San Marcos.